# Cepo chino
El cepo chino fue un instrumento de tortura de origen chino, consistente en una caja, generalmente de madera, en la cual se colocaban los pies del torturado, que a través de una manivela, utilizando los principios básicos de la prensa y el tornillo, eran apretados por el verdugo.
El dolor de la víctima aumentaba gradualmente desde una simple sensación de presión en el pie hasta convertirse en un dolor insoportable acompañado de trituración ósea podal.